# San Benedetto Belbo
San Benedetto Belbo ist eine Gemeinde in der italienischen Provinz Cuneo (CN), Region Piemont.

## Lage und Einwohner
San Benedetto Belbo liegt 67 Straßenkilometer östlich von der Provinzhauptstadt Cuneo und 90 km südöstlich von Turin in der Weinregion Alta Langa, am Oberlauf des Belbo. Das Gemeindegebiet umfasst eine Fläche von 4,85 km² und hat 148 Einwohner (Stand 31. Dezember 2023).
Die Nachbargemeinden sind Bossolasco, Mombarcaro, Murazzano und Niella Belbo.

## Geschichte

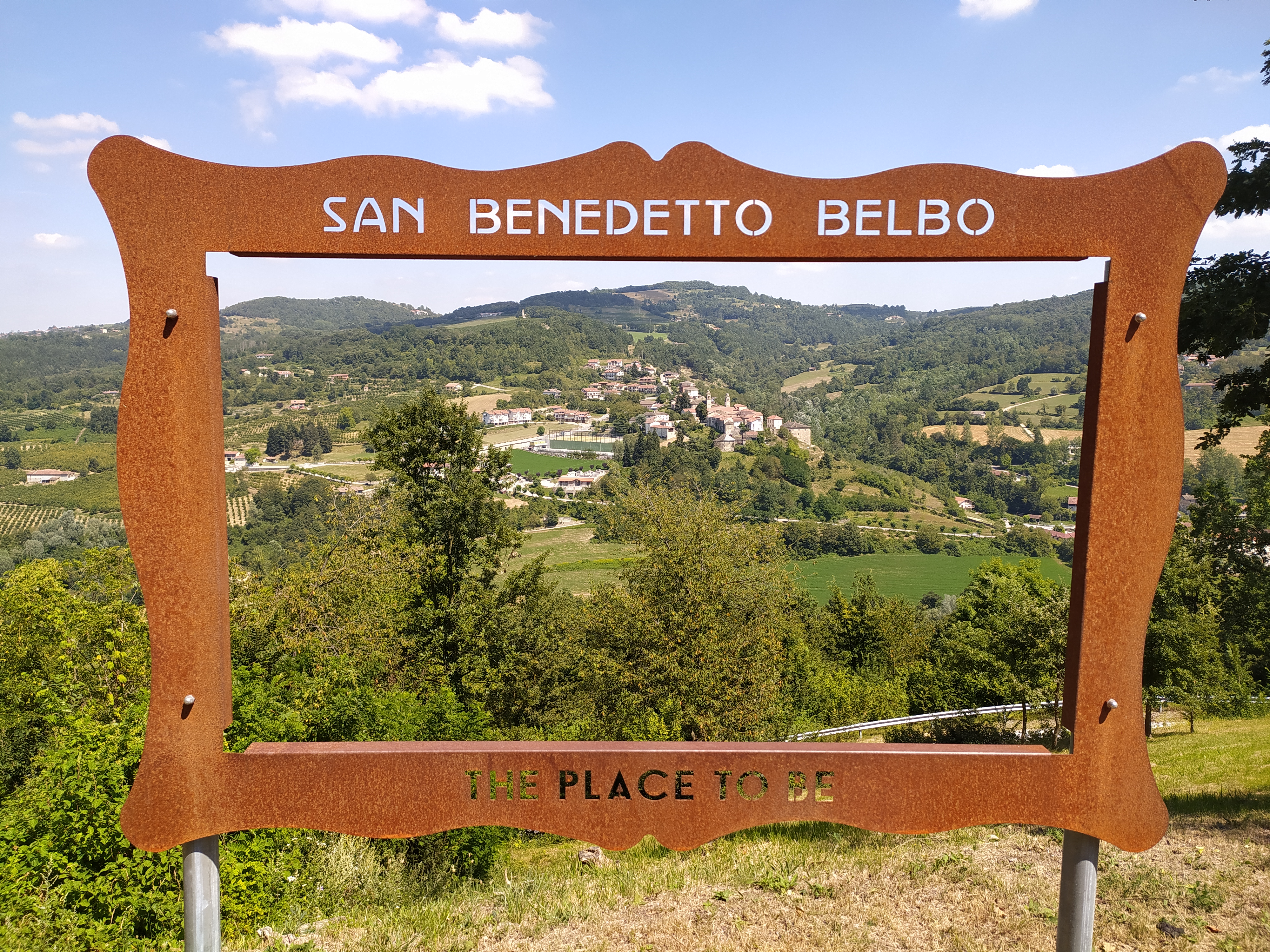
Panorama von San Benedetto Belbo

Der Ortsname leitet sich nach Ansicht einiger Gelehrter vom Namen einer der vier dem Heiligen gewidmeten Kapellen ab. Es gibt nur wenige historische Informationen über die frühen Ereignisse des Dorfes. Es ist bekannt, dass seine Ursprünge bis ins Jahr 1027 zurückreichen, als auf seinem Territorium ein Benediktinerkloster gegründet wurde. Später ging das Kloster an andere Orden über. Es war ein Lehen der Marquises Del Carretto, Herren von Bossolasco.
Aus historisch-künstlerischer Sicht interessant ist die Pfarrkirche Madonna della Neve, in deren Inneren man einige schöne Gemälde und den barocken Hauptaltar mit einer Statue der Madonna mit Kind sehen kann. Es gibt auch ein Weihwasserbecken aus dem 16. Jahrhundert, das das letzte Zeugnis des Benediktinerklosters vor der Gründung des Dorfes darstellen dürfte. Erwähnenswert ist schließlich die Kirche der Bruderschaft.
In der jüngeren Geschichte erlebte das Dorf im Jahr 1944 einige tragische Momente. Die Deutschen zündeten das Dorf, am 21. Dezember, als Vergeltung an.

## Kulinarische Spezialitäten
In der Umgebung von San Benedetto Belbo wird Weinbau betrieben. Die Beeren der Rebsorten Spätburgunder und/oder Chardonnay dürfen zum Schaumwein Alta Langa verarbeitet werden.